# Mikkel Frølich Honoré
Mikkel Frølich Honoré (* 21. Januar 1997 in Fredericia) ist ein dänischer Radrennfahrer.

## Sportlicher Werdegang
Als Junior machte Honoré durch Erfolge bei der Trophée Centre Morbihan sowie beim Sint-Martinusprijs Kontich aufmerksam, bei dem er zweimal in Folge die Gesamtwertung für sich entschied. Bei den Olympischen Jugend-Sommerspielen 2014 gewann er zusammen mit Rasmus Salling die Silbermedaille.
Zur Saison 2018 wurde Honoré Mitglied im Team Virtu Cycling und gewann für das Team den Circuit de Wallonie. Ab August 2018 bekam er die Möglichkeit, als Stagiaire für das damalige UCI WorldTeam Quick-Step Floors zu fahren, bei dem er ab 2019 fest übernommen wurde. Bereits in der Saison 2019 nahm er mit dem Giro d’Italia 2019 erstmals an einer Grand Tour teil und schloss diese als 101. in der Gesamtwertung ab. Es folgten zwei weitere Teilnahmen am Giro d’Italia, die er beide beendete. Seine bisher beste Platzierung auf einer Etappe war Rang 3 auf der 2. Etappe 2020.
Im März 2021 gewann Honoré die letzte Etappe der Settimana Internazionale Coppi e Bartali. Seinen ersten Erfolg auf der UCI WorldTour erzielte er bei der Baskenland-Rundfahrt 2021, als er die 5. Etappe gewann. Seine starken Leistungen bestätigte er durch zwei dritte Plätze bei der Bretagne Classic und der Clásica San Sebastián im Rahmen der UCI WorldTour.
Nach vier Jahren beim Team Quick-Step wechselte Honoré zur Saison 2023 zum Team EF Education-EasyPost.

## Erfolge
2014
- Gesamtwertung und Nachwuchswertung Sint-Martinusprijs Kontich

2015
- Gesamtwertung und eine Etappe Sint-Martinusprijs Kontich
- eine Etappe Trophée Centre Morbihan

2018
- Mannschaftszeitfahren Tour de l’Avenir
- Circuit de Wallonie

2020
- Mannschaftszeitfahren Settimana Internazionale Coppi e Bartali

2021
- eine Etappe Baskenland-Rundfahrt
- eine Etappe Settimana Internazionale Coppi e Bartali

2023
- Bergwertung Tour Down Under

## Grand-Tour-Platzierungen
| Grand Tour            | 2019 | 2020 | 2021 | 2022 | 2023 | 2024 | 2025 |
| --------------------- | ---- | ---- | ---- | ---- | ---- | ---- | ---- |
| Giro d’ItaliaGiro     | 101  | 30   | 81   | –    | –    | 62   | 79   |
| Tour de FranceTour    | –    | –    | –    | 111  | –    | –    |      |
| Vuelta a EspañaVuelta | –    | –    | –    | –    | –    | –    |      |